# Fort de la Malmaison
Ne doit pas être confondu avec Rueil-Malmaison.
Pour les articles homonymes, voir Malmaison.
Le fort de la Malmaison, appelé brièvement fort Dumas, est un fort construit entre 1878 et 1882 dans la commune de Chavignon, dans l’Aisne. Il est l'un des maillons de la ceinture fortifiée autour de la place de Laon et plus globalement du système Séré de Rivières.

## Caractéristiques
Avec un effectif en cas de guerre de 804 hommes et 36 pièces d'artillerie, le fort de la Malmaison couvrait les voies entre Soissons et Laon, dernière étape d'un assaillant se dirigeant vers Paris. Il était appuyé par les forts de Condé et de Montbérault.
De forme rectangulaire avec ses fossés secs battus par deux caponnières, ce fort est construit comme un fort d'arrêt. Il disposait aussi d'un poste optique pour communiquer avec les forts alentour.

## Histoire

### Le fort à la fin duXIXesiècle
Quatre années après la fin de sa construction, ce fort est utilisé par le génie militaire afin de vérifier les dégâts infligés par un nouveau type de munitions d'artillerie, les obus à base de mélinite ; ainsi en 1886, le fort est canonné de 171 obus de canon de 155 L Modèle 1877 et de mortier de 220 Modèle 1880. Les dégâts constatés sont affligeants ; il est ainsi conclu que les fortifications construites en France à partir de 1870 sont obsolètes et que les prochaines devront être construites en béton armé, coûteux à cette époque.
Le nom du général Thomas Alexandre Dumas lui est attribué en 1887.
Déclassé le 1er octobre 1888, le fort est acquis par un particulier en 1911.

### Première Guerre mondiale
Le fort est occupé par l’armée allemande pendant la Première Guerre mondiale et est repris par l'armée française lors de la bataille de la Malmaison le 23 octobre 1917 puis repris par la 7e armée le 28 mai 1918 et définitivement libéré par le 28e bataillon de chasseurs alpins le 28 septembre 1918.

## Lieu de mémoire de la Grande Guerre
Les vestiges du fort peuvent être visités avec un guide du musée de la caverne du Dragon.
À côté du fort se trouve un cimetière militaire allemand (de) de la Seconde Guerre mondiale.